# MBC 강변가요제
MBC 강변가요제(MBC 江邊歌謠祭)는 문화방송의 주최로 매년 7월과 8월 사이에 청평유원지, 남이섬, 춘천시 등지에서 개최된 대학생 중심의 가요 경연 대회이다. 1979년부터 2001년까지 개최되었고, 21년후인 2022년에 콘서트형식으로 부활이다.

## 역사
1979년 경기도 가평군 청평유원지에서 처음 개최되었고, 그 시대 젊은이들의 정서를 반영하며 1980년대까지 신인가수들의 중요한 등용문으로 자리매김했다. 1999년에 학력 제한을 폐지하고 만 17세 이상이면 누구든지 참가할 수 있게 되었다. 2회까지는 MBC FM 강변축제였다가 3회부터 MBC 강변가요제로 바뀌었다. MBC 대학가요제와 마찬가지로 젊은이들의 놀거리가 다양해지고 가수의 등용문이 기획사 중심의 체제로 재편되면서 결국 급격하게 추풍낙엽의 길을 걷고, 결국 2001년 22회를 마지막으로 폐지되었다가, 2021년 원주 간현유원지에서MBC 강변가요제 레전드를 방송하면서 부활을 알렸고. 2022년에 MBC 강변가요제 뉴챌린지로 부활이다.

## 역대 수상자
- 1979년 제1회 MBC FM 강변축제
  - 금상[2] : 홍삼트리오 〈기도〉
  - 은상 : 해오라기 〈숨바꼭질〉
  - 동상 : 건아들 〈가슴을 펴고〉
  - 장려상 : 감자바위〈비야 이젠 그만 내려라〉
  - 인기상 : 장남들 〈여름바다〉
  - 격려상 : 김인순, 이은숙 〈작은 소망〉
- 1981년 제2회 MBC FM 강변축제
  - 대상 : 사랑의 하모니 〈별이여 사랑이여〉
  - 금상 : 하눌타리 〈푸른 여름에는〉
  - 은상 : 김광용, 김은희, 황국현 〈사랑은〉
  - 동상 : 애오라지 〈모심는 마음〉
  - 장려상 : 인삼뿌리 2기(주현미 등) 〈이 바다 이 겨울 위에서〉
- 1982년 제3회 MBC 강변가요제
  - 대상 : 천국의 이방인(김준배, 김순용, 정광섭, 박찬수, 박성모) 〈태양의 예언〉
  - 금상 : 결사대(정홍태, 고진서, 이길우) 〈나빠〉
  - 은상 : 황선형 〈님의 눈물〉
  - 동상 : 정승원 〈삼학도 배따라기〉
  - 장려상 : 소용돌이(손정배, 강창희, 박병태, 신홍순, 이정연) 〈보랏빛 안개〉
- 1983년 제4회 MBC 강변가요제
  - 대상 : 손현희 〈이름 없는 새〉
  - 금상 : 백마들 〈오늘 같이 좋은 날〉
  - 은상 : 진(Zin) 〈너무하잖아〉
  - 동상 : 김명숙 〈벗에게〉
  - 장려상 : 오규록 〈비와 바람의 입맞춤〉
  - 특별상 : 김상우 〈비익조〉
- 1984년 제5회 MBC 강변가요제
  - 대상 : 4막5장(이선희, 임성균) 〈J에게〉
  - 금상 : 푸른소리 〈구름강강산술래〉
  - 은상 : 손정희 〈여름 그리기〉
  - 동상 : 멜러디 〈지난날의 슬픈 이야기〉
  - 특별상 : 정혜경 〈지난 새벽〉
  - 장려상 : 덧마루 〈길 잃은 친구에게〉
- 1985년 제6회 MBC 강변가요제
  - 대상 : 마음과 마음(김복희, 임석범) 〈그대 먼 곳에〉
  - 금상 : 어우러기(정호영,김판수,남정미) 〈밤에 피는 장미〉
  - 은상 : 권진원 〈지난 여름밤의 이야기〉
  - 동상 : 이순길 〈끝없는 사랑〉
  - 장려상 : 박미경 〈민들레 홀씨되어〉
- 1986년 제7회 MBC 강변가요제
  - 대상 : 유미리 〈젊음의 노트〉
  - 금상, 가창상 : 도시그림자 〈이 어둠의 이 슬픔〉
  - 은상 : 징검다리 〈아무 이름으로도〉
  - 동상 : 바다새(김명호,이용찬,김혜정) 〈바다새〉
  - 장려상 : 염소영, 정용석 〈네 곁에서〉
  - 참가곡 : 송시현[3] 〈미워할 수 없는 그대〉
- 1987년 제8회 MBC 강변가요제
  - 대상 : 문희경 〈그리움은 빗물처럼〉
  - 금상 : 제제(ZeZe) 〈진실이야〉
  - 은상 : 여운 〈홀로된 사랑〉
  - 동상, 가창상 : 티삼스(TΔS) 〈매일 매일 기다려〉
  - 장려상 : 이진호 <이별 여행>
- 1988년 제9회 MBC 강변가요제
  - 대상 : 이상은 〈담다디〉
  - 금상 : 이상우 〈슬픈 그림 같은 사랑〉
  - 은상 : 이정아 〈떠나간 후에〉
  - 동상 : 소나기 〈소낙비〉
  - 장려상, 가창상 : 박성신 〈비오는 오후〉
- 1989년 제10회 MBC 강변가요제
  - 대상 : 박영미 〈이젠 모두 잊고싶어요〉
  - 금상 : 옥슨 〈청개구리〉
  - 은상 : 박선주 〈귀로〉
  - 동상 : 아침 〈아침같은 노래〉
  - 장려상 : 김승호 〈타작〉; 사철나무 〈그대 사랑해〉
  - 참가곡 : 진시몬 〈캠퍼스에도 외로움이〉
- 1990년 제11회 MBC 강변가요제
  - 대상 : 권성연 〈한여름 밤의 꿈〉
  - 금상 : 시사회 〈여름비가 내리네〉
  - 은상 : 삼각관계 〈떠나가 버려〉
  - 동상 : 유현국 〈아 그대여〉
  - 장려상 : 민형신 〈세상스케치〉, 류호숙 〈어느날 극장 앞에서〉
  - 참가곡 : 김영호 〈눈먼 사랑〉[4].
- 1991년 제12회 MBC 강변가요제
  - 대상 : 박숙영 〈노래하는 인형〉
  - 금상 : 이우덕 〈이별의 아픔〉
  - 은상 : 김경호 외 2인 〈나를 슬프게 하는 사람들〉
  - 동상 : 노진우 외 4인 〈피카소 사랑〉
- 1992년 제13회 MBC 강변가요제
  - 대상 : 이후종 〈왜 내게 널〉
  - 금상 : 이주희 〈눈물 속에 멀어지는 그대〉
  - 은상 : 김경호 〈슬픈 영혼의 아리아(엘리제)〉
  - 동상 : 주용아 〈심봤다〉
  - 장려상 : 손정한 〈잊기 위한 미소〉
- 1993년 제14회 MBC 강변가요제
  - 대상 : 칼라(문지연, 윤세진, 김소정, 정혜림) 〈후회하고 있는 거야〉
  - 금상 : 나나 〈내게는 너만이〉
  - 은상 : 유명희 〈잊혀져갈 사랑이지 뭐〉
  - 동상 : 아야로시 〈너의 슬픈 모습까지도〉
  - 특별상: 옥슨93 〈동전 먹는 전화〉
- 1994년 제15회 MBC 강변가요제
  - 대상 : 이재혁 〈재미있는 세상〉
  - 금상 : 주리랑 〈졸업하는 날〉
  - 은상 : 김호섭 〈넌 못말려〉
  - 동상 : 황호욱 〈잃어버린 나의 모습〉
  - 특별상 : 입 큰 개구리 〈너를 볼 수없다는 것〉
  - 참가곡 : 호박스(유리[5] 등) 〈상상 속으로〉
- 1995년 제16회 MBC 강변가요제
  - 대상 : 김우진 〈너에겐 미안해〉
  - 금상, 인기상 : 육각수(도중운, 조성환) 〈흥보가 기가 막혀〉
  - 은상 : 신연아[6], 강성민 〈그대만을 위한 사랑으로〉
  - 동상 : DM7 〈너의 곁에〉
  - 특별상 : 흑백조화 〈내 맘속 그대〉
  - 참가곡 : Easy (박혜경, 현정은) 〈기다림, 약속, 그리고…〉
- 1996년 제17회 MBC 강변가요제
  - 대상 : 배연희 〈소중한 너에게〉[7]
  - 금상 : 박상균 〈그쵸〉
  - 은상 : 이지영 〈Man〉
  - 동상 : 정승운 〈마네킹〉
  - 특별상 : 탈무드 〈그리고… 또〉
  - 인기상 : EVE4 〈니가 떠나버린 곳에〉
  - 참가곡 : 동대문 남대문(이수근, 강철희) 〈동대문 남대문〉
- 1997년 제18회 MBC 강변가요제
  - 대상 : 네이머스(Namus; 박주영, 이준승, 노종성) 〈겨울이 끝나는 날〉
  - 금상 : 김현성 〈Stop〉
  - 은상 : 머피스 〈나의 사랑아〉
  - 동상 : 김미랑 〈기억 속의 너를〉
  - 특별상 : 정용제 〈꿈의 섬〉
  - 인기상 :인터넷 B&G 〈젊음이야 사랑이야〉
- 1998년 제19회 MBC 강변가요제
  - 대상 : 안문식 〈나와 같은 눈물을 흘릴거야〉
  - 금상 : 김반엽 〈나〉
  - 은상, 인기상 : S.G 〈From S.P.〉
  - 동상 : 네온 〈Happy Days〉
  - 특별상 : 서 있는 사람들 〈나 잡아봐라〉
- 1999년 제20회 MBC 강변가요제
  - 대상 : 장윤정 〈내 안에 넌…〉
  - 금상 : 정글 〈악어의 눈물〉
  - 은상, 인기상 : NEO 〈너의 행복을 위해〉
  - 특별상 : U4NY (오늘밤)
- 2000년 제21회 MBC 강변가요제
  - 대상 : 시너지 〈그녀의 여름〉
  - 금상 : 위치스 〈I Want You〉
  - 은상 : 박희경 〈지천무애〉
  - 동상 : 지하1층 〈안부〉
  - 인기상 : 진선주 〈Break Out〉
  - 특별상 : 이영현 〈확인〉
- 2001년 제22회 MBC 강변가요제
  - 대상 : 김세진 〈Please Don't Go〉; 네바다51 〈아리랑〉
  - 은상 : 김정은 〈고백〉; 박은태 〈고백〉
  - 인기상 : Genius 〈차가운 미소〉
- 2022년 MBC 강변가요제 뉴챌린지
  - 대상 : 사운드 힐즈 <홀로(Lonely Night)>
  - 금상 : 오헬렌 <I miss my dad>
  - 은상 : New evo <모든 것이 떨어진다 해도>
  - 동상 : 감성골목 <청개구리>
  - 장려상 : 온도 <The wave>
- 2023년 MBC 강변가요제 뉴챌린지
  - 대상 : 엔분의일(1/N) <Under the Moonlight>
  - 금상 : 남궁현 <문득 그대가 찾아오는 오늘 같은 밤에>
  - 은상 : 오아!(OAH!) <Love sunday>
  - 동상 : 억스(AUX) <꽃타령>
  - 장려상 : 롱아일랜드 <Trick or treat>

## 역대 MC
- 1979년 : 박원웅
- 1981년 : 박원웅
- 1982년 : 이택림, 임예진
- 1983년 : 차인태, 홍광은
- 1984년 : 이문세, 길은정
- 1985년 : 이수만, 이수정
- 1986년 : 이문세, 이선희
- 1987년 : 손창민, 왕수현
- 1988년 : 이수만, 정혜정
- 1989년 : 이수만, 김연주
- 1990년 : 이수만, 이미연
- 1991년 : 변우민, 강연희
- 1992년 : 이문세, 노사연
- 1993년 : 이문세, 유열, 이승연
- 1994년 : 손석희, 노사연
- 1995년 : 주병진, 박소현
- 1996년 : 김현철. 박소현
- 1997년 : 신동호, 김소연
- 1998년 : 신동호, 김국진, 김현주
- 1999년 : 이휘재, 김현주
- 2000년 : 윤다훈, 박광현, 이정현
- 2001년 : 류시원, 황인영
- 2022년 : 하하, 정다희
- 2023년 : 하하, 정다희
- 2024년 :

## 에피소드
- 주현미는 1981년 중앙대 약대 6인조 밴드 '인삼뿌리 2기'의 보컬로 출전했다.
- 이선희는 1984년 7월 29일 부모님이 알아볼까봐 퍼머를 하고 치마가 없어 구경 온 여중생의 치마를 빌려 입고 출전했다.[8]
- 이상은은 1988년 대상 발표 직후 사회자 이수만이 "지금 제일 생각나는 사람이 누구냐"라고 묻자 흥분한 나머지 마이클 잭슨이라고 외쳤다.[9] 관련 영상의 3분 35초 부분에 있다.
- 신해철은 1988년, MBC 강변가요제에 '아기천사' 멤버들과의 친분으로 대타 형식으로 출전해 최종 예선까지 올랐으나 TV 방송되는 본선 진출에는 실패했다. 그때 불렀던 곡은 '슬픈표정 하지 말아요'라고 한다. 이후 같은해 MBC 대학가요제에서 무한궤도의 멤버로 출전해 본선에 진출하여 대상을 수상했다. 대상을 수상한 곡은 `그대에게`이다.
- 가수 이재영은 9회에 내 젊음 목이 말라요라는 곡으로 출연 하였다.

## 같이 보기
- MBC 대학가요제
- KBS 대학가요축제
- MBC 창작동요제